# Pelecanoides
Pelecanoides je rod malých mořských ptáků z řádu trubkonosých.

## Taxonomie
Ve starších publikacích lze ještě nalézt přiřazen rod Pelecanoides do čeledě buřňáčkovití (Pelecanoididae). Poté byli zástupci kladu Pelecanoididae na dlouhou dobu považováni za samostatnou čeleď buřníkovití. Podle DNA výzkumů z počátku 21. století se však jedná o rod v rámci čeledi Procellariidae (buřňákovití), a bývalá čeleď Pelecanoididae (buřníkovití) byla ponížena na rod Pelecanoides.

### Seznam druhů
- Pelecanoides garnotii (Lesson, 1828) – buřník peruánský
- Pelecanoides georgicus Murphy et Harper, 1916 – buřník georgijský
- Pelecanoides magellani (Mathews, 1912) – buřník magellanský
- Pelecanoides urinatrix (J. F. Gmelin, 1789) – buřník obecný

## Výskyt
Tito drobní ptáci se vyskytují jen na jižní polokouli, kde hnízdí na ostrovech okolo Antarktidy po obou stranách Antarktické konvergence, na jihu a východě Austrálie, poblíž Nového Zélandu a u západního pobřeží Jižní Ameriky v pásmu Peruánského proudu a na jihu východního pobřeží včetně Falklandských ostrovů. Nejsou to ptáci stěhovaví a přestože tráví celý život na moři, nevzdalují se příliš od pevniny na kterou vstupují jen za účelem hnízdění.

## Popis
Pelecanoides jsou ptáci malí, zavalití, s krátkým krkem, vážící 120 až 220 g a měřící od 18 do 25 cm. Křídla mají poměrně malá ale silná, ocasy nevelké. Zobáky jim narůstají krátké, silné a trochu zahnuté s malým háčkem na konci, trubkovitou nozdru na horní části zobáku mají na rozdíl od ostatních trubkonosých otočenou směrem vzhůru. Nohy s plovacími blánami mezi prsty mají umístěné vzadu pod tělem, je to výhodné pro plavání ale nepříznivé pro chůzi po pevnině, kde Pelecanoides kráčí ztěžka a neohrabaně. V jícnu mají velké vole, kde ukládají potravu. Jsou z celého řádu nejlépe přizpůsobeni životu ve vodě.
Létají velice rychle nízko nad hladinou za rychlého mávání křídel, při vzdouvajících se vlnách prolétávají skrze ně. Dokážou se dobře potápět, běžná hloubka je okolo 30 m, maximální přes 80 m. Nohou a ocasu používají jako kormidla, silných křídel místo ploutví. Potápějí se také před nebezpečím hrozícím od dravých ptáků. Jejich peří je zbarveno uniformně, shora je hnědé až tmavě šedé, zespodu bílé. Zabarvením jsou si všechny druhy podobné. Jsou to ptáci lovící i rozmnožující se v hejnech.

## Stravování
Pelecanoides žerou ryze mořskou živočišnou stravu kterou loví pod hladinou. Skládá se z drobných rybek, malých členovců, chobotnic a krilu, ze dna blízko břehů sbírají drobné měkkýše i jiné živočichy. Potápějí se a loví převážně v malých hloubkách nedaleko od břehů.

## Rozmnožování
Hnízda si někteří stavějí ve škvírách nebo skalních dutinách, mezi hustými trsy trav, jiní si vyhrabávají hnízdící nory pomoci drápů a zobáků v zemi. Hrabou nory a vracejí se do nich nebo je opouštějí vždy v jen noci, aby poskytli co nejméně příležitosti dravcům. Hnízdící kolonie jsou podle místa a druhu různě velké, ty největší se skládají i z desítek tisíc jedinců.
Všechny páry nehnízdí ve stejnou dobu, snůška probíhá od července do prosince. Samice do hnízda nebo nory snese jedno velké bílé vejce, na kterém rodiče střídavě sedí po dobu nejméně 8 týdnů. Po vylíhnutí ho asi 2 týdny ještě zahřívají. Mládě krmí potravou přinášenou ve voleti do doby jeho opeření, tj. asi po dobu 9 týdnů od vylíhnutí. Pak je již mládě dorostlé a soběstačné. Pohlavní dospělostí dosahují asi ve 2 až 3 letech.
Po opeření mláďat se začnou přepeřovat rodiče, jsou jedineční v celém řádu trubkonosých v tom, že jim vypadají všechny letky současně a dokud nenarostou nové jsou neschopni letu.

## Ohrožení
Za ohrožený druh ("EN") je považován buřník peruánský, rozmnožující se na několika ostrovech u pobřeží Chile a Peru, jehož populace rychle klesá. Jeho počty se snižují následkem devastace hnízdícího prostředí (těžba guána) i sběrem vajec a lovením místními obyvateli.